# Gösta Lycke
Gösta Hilding Johan Lycke, född 25 juli 1894 i Örtofta, Slättäng, Malmöhus län, död 23 december 1957 i Stockholm, var en svensk skådespelare och operettsångare. 

## Biografi
Han studerade sång för John Berthmann och scenisk framställning för Emil Rylander. Scendebuten skedde hösten 1919 vid Elsa Carlberg-Hanssons operettsällskap som Chateau-Gibus i Lilla helgonet och förblev engagerad där till 1921, varefter han spelade talroller och revy under två år, för att därefter få engagemang vid Hipp i Malmö och Stora Teatern, Göteborg. Under sommaren 1928 spelade han revy hos Ernst Rolf på Djurgårdsteatern. Under 1928-1929 var han sedan vid Vasateatern, 1930-1931 vid Södra Teatern, 1931-1932 vid Folkan och 1932-1936 på Oscarsteatern, där han utförde flera betydande operettroller.
Lycke medverkade även i ett stort filmer. 

## Filmografi (urval)
- 1925 – Miljonär för en dag
- 1927 – Hin och smålänningen
- 1931 – Falska miljonären
- 1933 – Tystnadens hus
- 1934 – Sången till henne
- 1934 – Uppsagd
- 1937 – Familjen Andersson
- 1937 – John Ericsson - segraren vid Hampton Roads
- 1939 – Skanör-Falsterbo
- 1942 – En äventyrare
- 1942 – Sexlingar
- 1942 – Sol över Klara
- 1944 – När seklet var ungt
- 1945 – Sten Stensson kommer till stan
- 1945 – Rattens musketörer
- 1951 – Talande tråden
- 1951 – Spöke på semester
- 1951 – Fröken Julie
- 1951 – Tull-Bom
- 1958 – Damen i svart

## Teater

### Roller (ej komplett)
| År   | Roll                                     | Produktion                                                                           | Regi                        | Teater             |
| ---- | ---------------------------------------- | ------------------------------------------------------------------------------------ | --------------------------- | ------------------ |
| 1928 |                                          | Hertiginnan av Chicago Emmerich Kálmán, Julius Brammer och Alfred Grünwald           | Oskar Textorius             | Vasateatern        |
| 1929 | Lord Webster                             | Katja Jean Gilbert, Leopold Jacobson och Rudolph Österreicher                        | Oskar Textorius             | Vasateatern        |
| 1929 | Ludwig Pendel                            | Nattkavaljeren Robert Stolz, Alfred Maria Willner och Rudolf Österreicher            | Oskar Textorius             | Vasateatern        |
| 1929 | George Nettleton                         | Hjärter dam Lewis E. Gensler, Laurence Schwab och B. G. de Sylva                     | Nils Johannisson            | Vasateatern        |
| 1932 | Wilson, agent                            | Jag gifta mig – aldrig Ernst Fastbom                                                 | Ernst Fastbom               | Folkets hus teater |
| 1932 | Major Fitz-Stanley                       | Boxare James Gleason och Richard Taber                                               | Oscar Lund                  | Folkteatern        |
| 1932 | General Birabeau                         | Ökensången Oscar Hammerstein, Otto Harbach, Frank Mandel och Sigmund Romberg         | Nils Johannisson            | Oscarsteatern      |
| 1933 | Pater Ignotus                            | De tre musketörerna Rudolf Schantzer, Ernst Welisch och Ralph Benatzky               | Nils Johannisson            | Oscarsteatern      |
| 1933 | General Schwarfenzahn                    | Leendets land Franz Lehár                                                            | Gösta Ekman                 | Oscarsteatern      |
| 1933 | Seglaren                                 | Nymånen Oscar Hammerstein, Laurence Schwab, Frank Mandel och Sigmund Romberg         | Harry Stangenberg           | Oscarsteatern      |
| 1934 | Foletto                                  | Paganini Franz Lehár, Paul Kneppler och Beda Jenbach                                 | Harry Stangenberg           | Oscarsteatern      |
| 1934 | Foulard, teaterdirektör Loriot, brigadör | Lilla helgonet Hervé, Henri Meilhac och Albert Millaud                               | Nils Johannisson            | Oscarsteatern      |
| 1934 | Hovglasmästare Christian Tschöll         | Jungfruburen Alfred Maria Willner, Heinz Reichert, Franz Schubert och Heinrich Berté | Nils Johannisson            | Oscarsteatern      |
| 1934 |                                          | En kvinna som vet vad hon vill Louis Verneuil, Alfred Grünwald och Oscar Straus      | Nils Johannisson            | Oscarsteatern      |
| 1935 | Greve de Castilla, diplomat              | Maya Imre Harmath, Rudolf Schanzer, Ernst Welisch och Szabolcs Fényes                | Nils Johannisson            | Oscarsteatern      |
| 1936 |                                          | Oh, du milde Antonius A Fenclo, Georg Brada och Jara Beneš                           | Karl Kinch Carl Johannesson | Oscarsteatern      |
| 1936 | General Birabeau                         | Ökensången Sigmund Romberg och Oscar Hammerstein                                     | Karl Kinch                  | Oscarsteatern      |
| 1937 | Överste Crawford                         | Jill Darling Marriott Edgar och Vivian Ellis                                         | Karl Kinch                  | Oscarsteatern      |
| 1941 |                                          | Äventyr på fotvandring Jens Christian Hostrup                                        | Nils Johannisson            | Riksteatern        |
| 1948 | Överjägmästaren                          | Vita hästen Hans Müller och Ralph Benatzky                                           | Max Hansen                  | Oscarsteatern      |